# Río Protvá

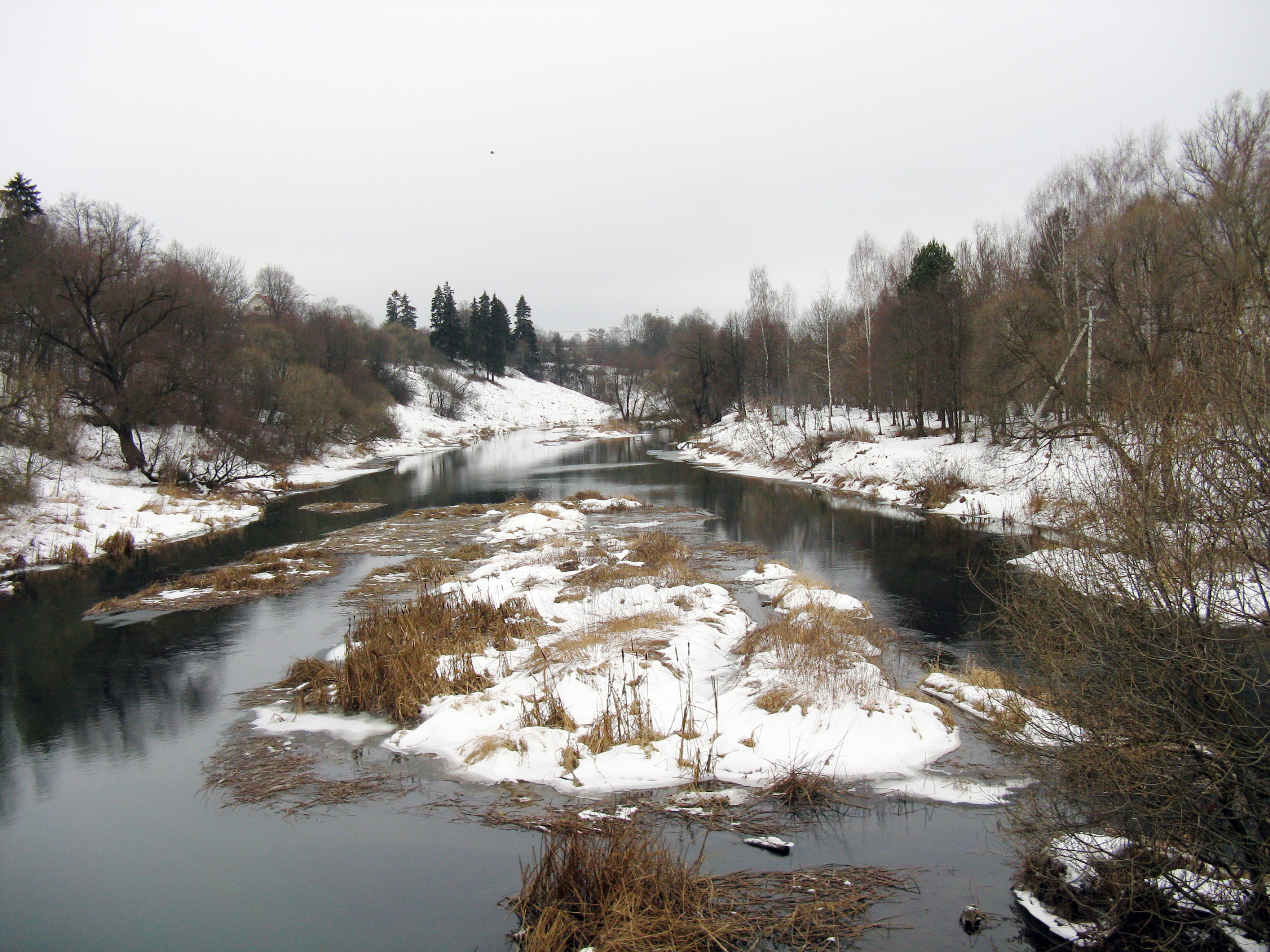
El Protvá en los alrededores de Vereyá.

El Protvá (del ruso: Протва) es un río que discurre por las óblasts de Moscú y Kaluga en Rusia, afluente por la izquierda del río Oká (cuenca del Volga). 

## Geografía

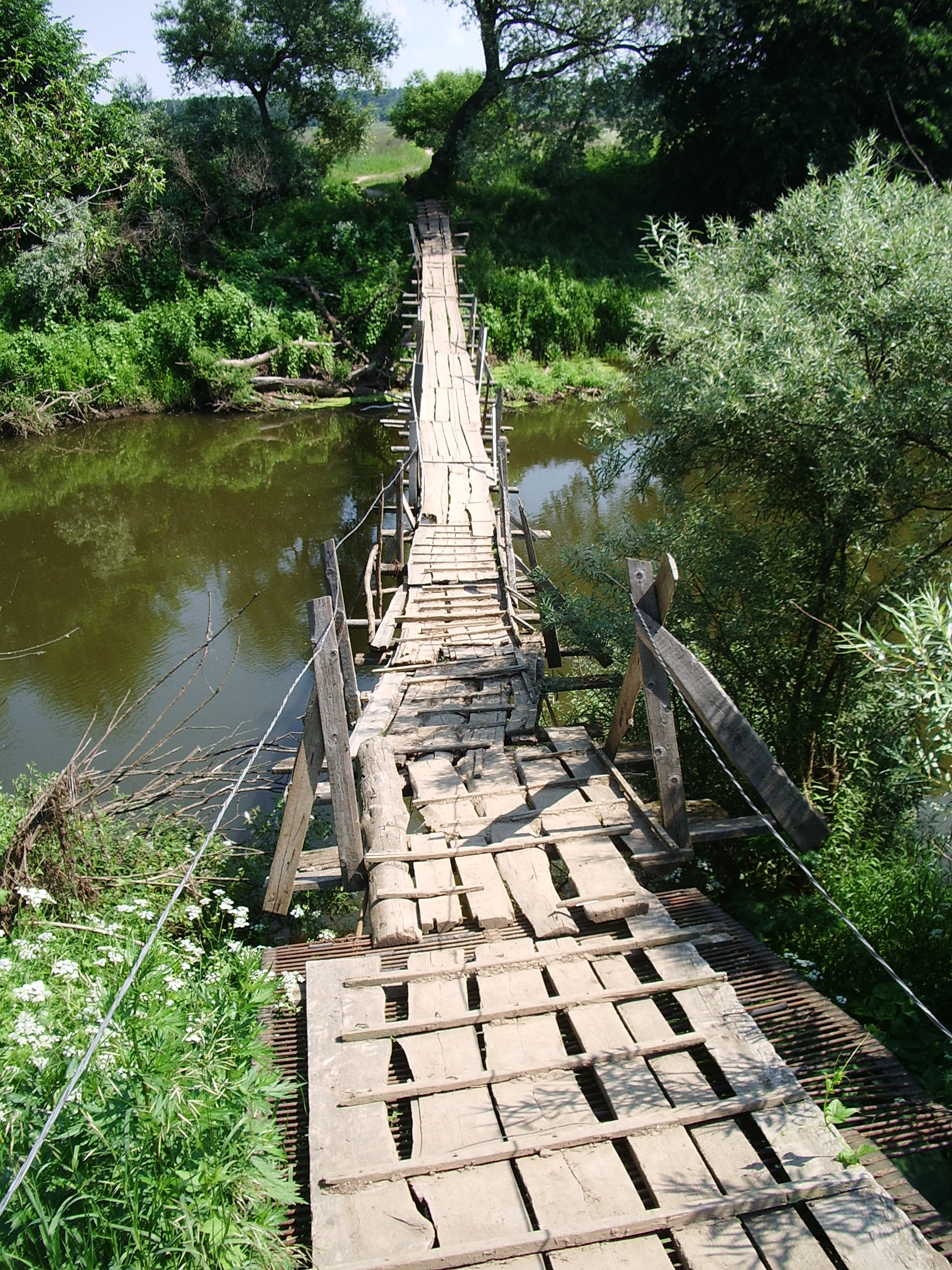
Puente sobre el Protvá.

Tiene 282 km de longitud y una cuenca hidrográfica de 4.620 km². 
El Protvá nace en los alrededores de la pequeña localidad de Samodúrovka, al suroeste de la óblast de Moscú, y discurre en sus inicios en dirección este, más o menso paralelo al curso del Moscova, pero más al sur. Un poco antes de la ciudad de Vereyá, cambia de orientación, tomando la dirección sureste, atraviesa Vereyá, penetrando en el territorio de la óblast de Kaluga.
Atraviesa esta óblast de noroeste a sudeste, volviendo al final de su recorrido a la óblast de Moscú. Poco después desemboca en el Oká por la orilla izquierda, a 12 km por encima de la ciudad de Sérpujov.
El Provtá se congela generalmente de principios de diciembre a principios de abril.

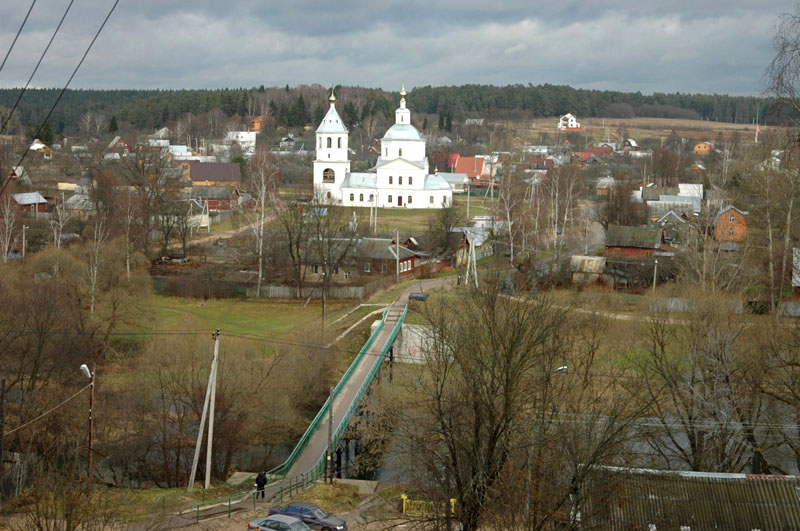
Vereyá sobre el Protvá.

## Afluentes
Su afluente principal es el Luzha.

## Ciudades atravesadas
Las ciudades de Vereyá, Bórovsk, Protvinó y Óbninsk son atravesadas por el Protvá.

## Hidrometría - Caudales en Spas-Zagorie
El caudal del Protvá ha sido observado en un período de 47 años (durante los años 1937 - 1985) en Spas-Zagorié, localidad situada en el curso inferior del río.
El Protvá es un río moderadamente abundante. El caudal medio interanual del río en la localidad anteriormente mencionada es de 19,8 m³ por segundo para una superficie tomada en cuenta de 3.640 km², que corresponde a más del 75% de la totalidad de su cuenca, que cuenta con 4.620. La lámina de agua vertida en esta cuenca alcanza los 171 mm anuales.
El Protvá presenta fluctuaciones estacionales de caudal elevadas. El río va lleno en primavera, de finales de marzo a principios de mayo, con una cima importante de 112 m³ por segundo en abril. Desde el mes de mayo, el caudal se hunde para pasar a llevar menos agua, período que durará de junio a febrero, no obstante, en otoño suele crecer un poco (sobre todo octubre y noviembre). El mínimo de estiaje se da en el mes de febrero (7,01 m³ por segundo), que representa más o menos el 6% del caudal medio del mes de abril (máximo del año), lo que subraya la amplitud bastante elevada de las variaciones estacionales.
En el período de observación de 47 años, el caudal mensual mínimo fue de 3,43 m³/segundo en febrero de 1969, mientras que el máximo se elevó a 223 m³/segundo en abril de 1966.
Caudal medio mensual del Protvá (en m³/s) medidas en la estación hidrológica de Spas-Zagorie
Datos sobre 47 años